# 隔湖
滆湖是一个位于中国江苏省常州市、宜兴市的湖泊，面积约为166平方千米，平均水深约为1.3米，蓄水量约为2.1亿立方米。